# Luis Lamprecht
Luis Lamprecht (* 1946 in München) ist ein deutscher Schauspieler.

## Leben
Luis Lamprecht wuchs am Bodensee auf und nahm 1968 ein Studium an der Hochschule für Musik und Theater Hamburg auf. Daneben hatte er privaten Schauspielunterricht bei Margot Höpfner. 1972 begann Lamprecht seine Bühnenlaufbahn an den Städtischen Bühnen Heidelberg. Weitere Stationen waren unter anderem die Staatstheater in Braunschweig und Stuttgart, die Schauspielhäuser in Wuppertal und Bochum sowie das Münchner Staatstheater am Gärtnerplatz.
Einige von Lamprechts Rollen waren bisher die Titelrolle in Carlo Goldonis Komödie Der Diener zweier Herren, Hauptmann Pfundmayer in Des Teufels General von Carl Zuckmayer, Konrad Baumgarten in Wilhelm Tell von Friedrich Schiller und der Diener Ossip in Nikolai Gogols Revisor.
Seit Anfang der 1980er-Jahre arbeitet Lamprecht auch vor der Kamera. Er hatte dabei mehrfach Gastrollen bei der SOKO München und im Polizeiruf 110. Seit 1994 (ab Folge 11) spielt er die Rolle des Josef Zimmermann in der Serie Die Fallers.

## Filmografie
- 1981: Casanova
- 1982: Wer spinnt denn da, Herr Doktor?
- 1988: Der Fluch
- 1991: Pfarrerin Lenau – Konfirmanden
- 1992: Rosen für Afrika
- 1992–1993: Marienhof (2 Folgen)
- 1992–2012: SOKO München (5 Folgen)
- 1993: Zwei Münchner in Hamburg – Tizian, der Wundertraber
- 1993: Leni
- 1994: Der König von Dulsberg
- seit 1994: Die Fallers – Die SWR Schwarzwaldserie (als Josef Zimmermann)
- 1995: Polizeiruf 110 – Roter Kaviar
- 1995: Nur über meine Leiche
- 1995: Faust – Mordpoker
- 1995: Kriminaltango – Die Unschuld
- 1996: Patricias Geheimnis
- 1996: Gegen den Wind – Sonja
- 1996: Schwurgericht – Zeuge der Anklage
- 1996: Auf eigene Gefahr – Amateure
- 1997: Der Fischerkrieg
- 1997: Polizeiruf 110 – Gänseblümchen
- 1997: Tod im Labor
- 1998: Der Todesbus
- 1999: Polizeiruf 110 – Mordsfreunde
- 2001: Der Tunnel
- 2001: Gott ist ein toter Fisch
- 2001: Der Clown – Gedächtnisschwund
- 2001: Rosa Roth – Täusche deinen Nächsten wie dich selbst
- 2002: Das Duo – Totes Erbe
- 2004: Tatort – Bitteres Brot
- 2004: Glückstag (Kurzfilm)
- 2004: Polizeiruf 110 – Mein letzter Wille
- 2005: SOKO Leipzig – Die Aufsteiger
- 2005: Willkommen daheim
- 2005: Der Bergdoktor – Ein schwieriger Patient
- 2009: Flug in die Nacht – Das Unglück von Überlingen
- 2009: Mein Nachbar, sein Dackel & ich
- 2009: Romy
- 2010: Der Gewaltfrieden
- 2013: Freier Fall
- 2013: Hubert und Staller – Der Tod hat 1.000 Stacheln
- 2014: Der Geruch von Erde

## Hörspiele
- 1987: Die Glücksschuhe – Autor: Hans Christian Andersen – Regie: Werner Simon
- 1990: Die silberne Rose und der silberne Ring – Autor: William Makepeace Thackeray – Regie: Werner Simon